# Pothos versteegii
Pothos versteegii är en kallaväxtart som beskrevs av Adolf Engler. Pothos versteegii ingår i släktet Pothos och familjen kallaväxter. Inga underarter finns listade.